# Kulturkritik
Kulturkritik ist die Kritik an (einer) Kultur, die als disparat für verschiedene menschliche Bedürfnisse verstanden wird. Sie kann Kulturpessimismus beinhalten und Kultur als Form einer Verstellung, Entstellung (Deformation), Entfremdung, Degeneration, Dekadenz, Unvollständigkeit oder Fremdbestimmtheit menschlicher Seinsweisen bzw. Lebensverhältnisse sehen. Sie hat die Lebensweise der Menschen und den Sinn ihrer Lebensgestaltungen zum Gegenstand.
Kulturkritik kennt viele Ausdrucksformen. Darunter fallen Einsprüche gegen Phänomene der Moderne (‚Gegenmoderne‘), Klagen über den allgemeinen Verfall der Sitten und der Gesellschaft, über Entfremdung und Rationalisierung, über die unheilvolle Herrschaft des Geldes, der Technik oder der Medien. Der Begriff verweist auf ein disziplinloses „wildes“ Denken, das Blickfelderweiterungen verspricht, das mit der Moderne entsteht, und, das gegen die Moderne Verlustgeschichten aufbietet. Kulturkritik verarbeitet eher unsystematisch und osmotisch (vom Alltagswissen bis zum philosophischen Wissen) die unterschiedlichsten Wissensbestände.
Die historischen Wurzeln westlicher Kulturkritik liegen v. a. im griechischen Mythos eines vorzivilisatorischen „goldenen Zeitalters“ (Hesiod: Werke und Tage). Auch eine ganze Reihe anderer mythologischer Traditionen bringt das apokalyptische Ende eines primordialen goldenen Zeitalters mit dem Entstehen der Zivilisation (Ackerbau, zentralisierte Verwaltung, herrschende Priesterkaste) in Verbindung, die in vielen mythologischen Traditionen als ursprünglich von Göttern geschaffen beschrieben wird. In der Renaissance beginnt die Kritik am europäischen Fortschrittsglauben mit Michel de Montaigne. Nach seiner kulturrelativistischen Überzeugung zerstöre die Kultur auf Dauer die Natur.
Aufklärerische Kulturkritiker wie Jean-Jacques Rousseau haben die mythischen Geschichten der Antike aufgegriffen, in eine säkularisierte Form gebracht und als Gegenmodell zum aufklärerischen Fortschrittsmythos propagiert. Das auch in vielen Religionen präsente diffuse Gefühl einer „Nostalgie für das Paradies“ bildet dabei ein Kerngefühl des kulturkritischen Diskurses. Die apokalyptischen Untertöne vieler kulturkritischer Schriften ähneln denen antiker biblischer Propheten und beziehen nicht zuletzt aus diesen mythologischen Bezügen ihre Popularität bei einem breiten Publikum.
Die Bezeichnung Zivilisationskritik kann häufig / in manchen Kontexten (aber nicht immer) synonym für Kulturkritik gebraucht werden. Der Duden erklärt Zivilisationskritik als „Kritik an den Folgeerscheinungen der Zivilisation“.

## Verwendungsarten
Es lassen sich drei Verwendungsarten ausmachen, die unterschiedliche Zeitspannen und Konzepte umfassen – ein weiter, ein enger und ein spezifisch deutscher Begriffsgebrauch.

### Weiter Begriff
Der weite Begriff umfasst alle Kommentare, Einsprüche und Anklagen gegen „unrichtige“ Wertsysteme, „schlechte“ Zustände und „falsches“ Verhalten seit der Antike.

### Enger Begriff
Die Kulturkritik im engeren Sinne kann paradoxerweise trotz des intendierten Aktualitätsbezugs „auf längste Sicht“ denken. Sie entsteht erst im Gefolge der europäischen Aufklärung. Die entscheidende Differenz zu der weiten Variante liegt in einem neuartigen Zeitbewusstsein mit offener Zukunft. Während die Kyniker ein „Zurück zur Natur“ wollen, halten beispielsweise Rousseau und Schiller den Zivilisationsprozess für irreversibel.

### Spezifisch deutscher Begriff
Kulturkritik in einem spezifisch deutschen Sinne operiert mit einem engen, normativen Kulturbegriff, der als kontrastiver Bezugspunkt das Krisenbewusstsein lenkt. Ihr Vordenker ist Nietzsche.
Sie beginnt mit der Herabstufung der Aufklärung zur Vorbereitungsphase des Klassizismus und der Philosophie des deutschen Idealismus; sie setzt sich zusammen mit dem Klischee vom geschichtsfremden Rationalismus und Utilitarismus der Aufklärung im Bewusstsein vieler Gebildeter fest und erhält gegen Ende des 19. Jahrhunderts neue Energien. Nun wird die Aufklärung in die Nähe der – zunehmend abgelehnten – westlichen Zivilisation gerückt, die als Zusammenfassung einzelner Errungenschaften und vieler Fehlentwicklungen der Moderne gilt. Sie dient als Projektionsfläche für das, was die kulturelle Hegemonie der „gebildeten Welt“ zu bedrohen scheint. Aus diesem Bedrohungsgefühl heraus entsteht eine Eigenheit der deutschen Kulturkritik, nämlich die wertende Abstufung oder gar antithetische Gegenüberstellung von hochgeschätzter Kultur und abgelehnter Zivilisation, wie sie – ohne schulbildend einzuwirken – Ludwig Klages formulierte (Der Geist als Widersacher der Seele, 1929).
Bildung und Kultur dienen als ein kollektives Deutungsmuster, das Wahrnehmung leitet, Erfahrungen verarbeitet und Verhalten motiviert. Die Begriffe entfalten eine symbolisch-vergesellschaftende Funktion, denn in ihrem Namen vereint sich die „gebildete Welt“. Und so befördert sie unter den Bedingungen der deutschen Geschichte (der Erosion des Bildungsbürgertums, der verunsichernden Realitäten von Wirtschaft und Gesellschaft, der krisenhaften Weimarer Republik und einer bedrohlichen Arbeiterbewegung) eine Bereitschaft für autoritäre Losungen und Lösungen.

## Moderne
Es gibt nicht die Kulturkritik: Werke mit großen diagnostischen Qualitäten stehen Werken mit einem redundanten antimodernen Ressentiment gegenüber. Im letzteren Fall hat Kulturkritik einen alarmistischen, hypergeneralisierenden Charakter; sie ist subjektiv-wertend, umgeht eine analytische Vertiefung; sie ist kasuistisch – nicht systematisch; sie urteilt gesinnungsethisch-normativ.
Vordenker und Kulturkritiker, welche als Stichwortgeber für das kulturkritische Repertoire fungieren, sind etwa Jean-Jacques Rousseau, Friedrich Schiller, Nietzsche, Sigmund Freud (Das Unbehagen in der Kultur), Max Weber, Oswald Spengler, José Ortega y Gasset und Adorno.
Zentrale Pathologie-Befunde der Moderne wie Entfremdung, Verdinglichung oder Rationalisierung, die gemeinhin der marxistischen und soziologischen Gesellschaftskritik zugerechnet werden, werden teils kulturkritischen Verlustgeschichten zugeschrieben. Mit Nietzsche begann die Kulturkritik, neben den emanzipatorischen Verheißungen der Aufklärung und der liberalen Welt auch das eigene normative Zentrum anzugreifen, worauf sich verschiedene Disziplinen und Denkansätze bezogen, darunter Kritische Theorie, Westlicher Marxismus oder Konservative Revolution. Ein weiteres Beispiel für die Destruktion programmatischer Leitvorstellungen ist Ernst Jüngers Der Arbeiter. Herrschaft und Gestalt.

### Ausgangslage
Kulturkritik ist ein internationales Phänomen, mit Zentren u. a. in Deutschland und England. Sie umfasst unterschiedliche politische Optionen und intellektuelle Haltungen: Parteinahmen für die Rechte oder die Linke, Diagnosen oder Verfallsszenarien. Dieses Denken entsteht in der Auseinandersetzung mit der Aufklärung, vor allem mit ihrer Anthropologie und Geschichtsphilosophie. Es hinterfragt die Fortschrittstheorie der Aufklärung, den Glauben an die vernunftgeleitete lineare Perfektionierung der Welt. Es greift deren emanzipatorische Verheißungen auf und konfrontiert sie mit Verlustgeschichten. Die motivierende Ausgangslage des kulturkritischen Denkens gründet sich auf eine unüberwindliche Diskrepanz zwischen hohen Erwartungen und ernüchternden Erfahrungen.
Aus dieser Diskrepanz entsteht die Problemkonfiguration kulturkritischen Denkens, nämlich die Entfremdung von sich selbst wie von der Gesellschaft und die schwierige Vermittlung von Individuum und Gesellschaft. Kulturkritik ist ein osmotisches Denken mit Kritik- und Weltdeutungsanspruch, das vom Zeitgeist lebt, wenngleich es sich gegen die eigene Zeit wendet. Es ist häufig philosophisch durchtränkt, aber selten fachphilosophisch diszipliniert.

## Wertungs- und Wissensformen
Als Denkmuster, mit dem Wissen generiert wird, enthält die Kulturkritik eine wertende Differenz zwischen eingeschönter Vergangenheit, einem Ideal als normativem Punkt (der Naturzustand, die Griechen, das Mittelalter, der „ganze Mensch“, das Genie, der „Übermensch“, die geglückte Identität) und den schlechten Verhältnissen und Verhaltensweisen in der Gegenwart. Die wertende Differenz schärft die Kritik und evoziert antithetische Gegenüberstellungen.
Die Totalkonstruktion verleiht Einzelaspekten eine „symbolische Prägnanz“ für die Verfallsdiagnose. Im Unterschied zur Zeitkritik hat Kulturkritik ein Geschichtsbewusstsein „von langer Dauer“, ist aber weder auf Links noch auf Rechts festgelegt. Kulturkritik erwächst aus der wertenden Rekonstruktion unterschiedlicher zivilisatorischer Zustände; sie hinterfragt den Fortschritt des eigenen Zeitalters, lehnt die eigene Gegenwart mit Blick auf die Opfer von Individuen oder Gruppen ab und sucht nach Auswegen in der Zukunft (Triadisches Denken).

## Immanente Probleme der Kulturkritik
Ein zentrales Problem der Kulturkritik ist die Bestimmung dessen, was unter einem menschlichen guten Leben zu verstehen ist. Kulturkritik impliziert immer ein bestimmtes Lebensverständnis und Menschenbild. In der Kritik von Lebensgestaltungen werden zwangsläufig philosophische und soziologische Positionen eingebracht, die sich mit dem Sinn des Lebens, der Ethik und den soziopolitischen Verhältnissen, mit denen bestimmte Kulturen verknüpft sind, befassen. Kulturkritik hat zu massiven Problemen durch (Fehl-)Wahrnehmung im Bereich des Politischen geführt (Sölter 1996, 2017).

## Konservative Kulturkritik
Konservative und traditionalistische Kulturkritiker wie Julius Evola beziehen sich mit ihrer Kultur- und Fortschrittskritik explizit auf die Weltzeitalter-Lehre traditionaler Weltbilder. Aufklärerische Ideale (Freiheit, Gleichheit, Emanzipation – insbesondere Frauenemanzipation) werden als Verfallserscheinung interpretiert. Als Gegenmodell wird von radikalen konservativen Kulturkritikern wie Evola eine in Mythologie/Religion und Königtum wurzelnde traditionale Gesellschaftsordnung gesehen.
Konservatives Denken betont, dass Kultur zum Menschsein gehört und ist misstrauisch gegenüber den Zeiterscheinungen, die „alte Zöpfe“ abschneiden wollen, ohne neue Perspektiven aufzeigen zu können. Es neigt dazu im Traditionellen das Wesentliche zu erblicken.
Kultur gilt für Konservative als das Reservoir des bewährten Lebens, als Besitzstand der eigenen Geschichte. Konservative Kulturkritik wendet sich gegen kulturelle „Anarchie“ und „Barbarei“ sowie gegen das Fremde als Bedrohung des Eigenen.
Mit seiner kritischen Haltung zur gesellschaftlichen Zivilisation hielt Friedrich Nietzsche die Menschen grundsätzlich für unfähig, eine freie und schöpferische Gesellschaft zu bilden und verstand seine Kulturkritik als Anstachelung, als objektive Notwendigkeit eines Stachels, mit welchem eine geistige Elite die Menschenherde antreiben und bändigen solle. Das Gesellschaftsverständnis von Nietzsche beruht nicht auf einem Staatsverständnis nach Platon, sondern darauf, dass sich aus der Bildung einer gewissen Kultur die entsprechende Gesellschaftsform erst abzuleiten hätte. Kulturentwicklung ergibt sich hiernach aus dem Wechsel der jeweils herrschenden Kulturklasse (z. B. Wissenschaftler, Künstler, Politiker), die durch ihre Macht nach ihrem Höhepunkt zwangsläufig dekadent und immer wieder durch kräftigere Kulturprotagonisten abgelöst werden müsse. Kultur ist demnach das Werk von Übermenschen, die sie als Elite ihrer Zeit vorangebracht haben, und hat immer eine Art Führerschaft nötig, um den menschlichen Adel voranzubringen. Martin Heidegger entfaltet u. a. in Sein und Zeit (1927) und in den posthum veröffentlichten Denktagebüchern der Schwarzen Hefte eine kulturkritisch bestimmte Theorie des gegenwärtigen Zeitalters (Sölter 2017).

## Linke Kulturkritik
Linke Kulturkritik sieht Probleme der Kultur als Probleme unzeitgemäßer Lebensformen und Bindung des Menschen durch soziale Zwänge. Ihr Ziel liegt in der Aufhebung formeller Gepflogenheiten und in der Überwindung der als überkommen verstandenen Verhältnisse. Im Gegensatz zu konservativer Kulturkritik, deren Hauptquelle in traditionalen Weltbildern besteht, greifen linke Kulturkritiker primär auf den ideologischen Fundus der Aufklärung zurück, verstehen sich aber als die „wahren Verwirklicher“ der Ideen der Aufklärung (im Wesentlichen Freiheit, Gleichheit und Fortschritt).
Auf argumentative Überschneidungen und die Verwendung ähnlicher Topoi (Entfremdungsdenken, Verfallskritik, abwertende Aussagen über die conditio moderna insgesamt) bei linken wie rechten Varianten der Kulturkritik wurde verschiedentlich hingewiesen (Sölter 1996). Gemeinsam haben beide Formen der Kulturkritik Anleihen bei apokalyptischen Diskursen. Während also konservative Kulturkritiker eher zu einer nostalgischen Haltung neigen, die auch als „restitutive“ Kulturkritik bezeichnet wurde (Konersmann 2008), neigen linke Kulturkritiker eher zu einer eschatologisch geprägten Haltung, die vielleicht am besten als „humanistische Eschatologie“ zu bezeichnen wäre.
Von linker Seite richtet sich Kulturkritik im Wesentlichen gegen die Ästhetik der Herrschaftssicherung, welche bis in die Lebenspraxis der bürgerlichen Kultur vordringt und diese selbst den ökonomischen Notwendigkeiten der Kapitalverwertung unterwirft. Theodor W. Adorno sprach von einer Kulturindustrie, die in der Lage sei, das Bewusstsein der Menschen so zu „verdinglichen“, dass sie in der Abspeisung mit sinnentleerten Produkten zur Affirmation des Bestehenden vermittelst des „Verblendungszusammenhangs“ ihrer Kulturerfahrungen gebracht würden. Seine „Ästhetik“ wollte die hiergegen sensible Empfindung ansprechen und ihre Verwundung in der Kunst aufzeigen; seine „Negative Dialektik“ wollte das Denken zu einem grundsätzlichen Zweifel gegen jede Totalität, gegen die totalitären Gedankenformationen der bürgerlichen Kultur und des etablierten Geistes befördern (Adorno: „Das Ganze ist das Unwahre“). Dies war die Grundlage der Kritischen Theorie, welche sich unter anderem in der Studentenbewegung in aktiver Kulturkritik umsetzte (z. B. Antiautoritarismus, Kunst als „politische Aktion“, Hochschulkritik). Von dieser Praxis jedoch distanzierte sich Adorno und verblieb als Theoretiker der Ästhetik zugleich theoretischer Ästhet. Seine ästhetische Kulturkritik erwies sich letztlich als klassische Kulturempfindung mit erkenntnistheoretischer Unterlage. Als solche stellte sie sich gegen jede Unterhaltungskultur, z. B. auch gegen Jazz, und verwarf die Probleme der aufkommenden Sinnentleerung und Eventkultur durch Rückgriff auf die „wahre“ Kunst.